# Championnats de France de patinage artistique 2025
Navigation
Championnats de France 2024 Championnats de France 2026
Les championnats de France de patinage artistique 2025 ont lieu du 19 au 21 décembre 2024 à la patinoire Jean Régis d'Annecy.
Les championnats accueillent le patinage artistique, la danse sur glace et le patinage synchronisé.
Annecy a déjà accueilli les championnats de France lors de l'édition 1990.

## Faits marquants
- Les champions de France en titre Lorine Schild et Adam Siao Him Fa sont forfaits[1].

- Le patineur monégasque Davide Lewton-Brain est invité pour la septième fois à participer à la compétition masculine, après les éditions 2018, 2019, 2021, 2022, 2023 et 2024.

- Kevin Aymoz remporte son sixième titre national après ceux conquit 2017, 2019, 2020, 2021 et 2022.

## Podiums
| Épreuves                                 | Or                                    | Argent                             | Bronze                             |
| Messieurs résultats détaillés            | Kevin Aymoz                           | François Pitot                     | Luc Economides                     |
| Dames résultats détaillés                | Stefania Gladki                       | Léa Serna                          | Eve Dubecq                         |
| Couples résultats détaillés              | Camille Mendoza / Pavel Kovalev       | Aurélie Faula / Théo Belle         | Louise Ehrhard / Matthis Pellegris |
| Danse sur glace résultats détaillés      | Evgeniia Lopareva / Geoffrey Brissaud | Loicia Demougeot / Théo Le Mercier | Natacha Lagouge / Arnaud Caffa     |
| Patinage synchronisé résultats détaillés | Les Zoulous                           | -                                  | -                                  |

## Résultats

### Messieurs
| Rang    | Nom                 | Points | Programme court | Programme court | Programme libre | Programme libre |
| ------- | ------------------- | ------ | --------------- | --------------- | --------------- | --------------- |
| 1       | Kevin Aymoz         | 264.08 | 1               | 89.58           | 1               | 174.50          |
| 2       | François Pitot      | 231.26 | 2               | 75.44           | 2               | 155.82          |
| 3       | Luc Economides      | 213.28 | 6               | 69.31           | 3               | 143.97          |
| 4       | Corentin Spinar     | 203.16 | 4               | 69.50           | 6               | 133.66          |
| 5       | Xavier Vauclin      | 200.17 | 3               | 69.61           | 8               | 130.56          |
| 6       | Gianni Motilla      | 200.05 | 5               | 69.40           | 7               | 130.65          |
| 7       | Samy Hammi          | 199.53 | 9               | 58.36           | 4               | 141.17          |
| 8       | Landry Le May       | 187.89 | 11              | 54.07           | 5               | 133.82          |
|         | Davide Lewton-Brain | 186.13 | 7               | 64.34           | 10              | 121.79          |
| 9       | Ilia Gogitidze      | 183.93 | 8               | 62.01           | 9               | 121.92          |
| 10      | Daniel Verbat       | 163.37 | 10              | 54.87           | 11              | 108.50          |
| 11      | Ian Vauclin         | 151.42 | 14              | 48.35           | 12              | 103.07          |
| 12      | Joshua Rols         | 147.74 | 12              | 54.04           | 14              | 93.70           |
| 13      | Jean Medard         | 142.15 | 15              | 45.44           | 13              | 96.71           |
| 14      | Allan Daniel Fisher | 119.90 | 13              | 50.16           | 15              | 69.74           |
| Forfait | Adam Siao Him Fa    |        |                 |                 |                 |                 |

### Dames
| Rang    | Nom              | Points | Programme court | Programme court | Programme libre | Programme libre |
| ------- | ---------------- | ------ | --------------- | --------------- | --------------- | --------------- |
| 1       | Stefania Gladki  | 199.78 | 1               | 67.50           | 1               | 132.28          |
| 2       | Léa Serna        | 183.40 | 2               | 60.52           | 2               | 122.88          |
| 3       | Eve Dubecq       | 143.89 | 5               | 46.55           | 3               | 97.34           |
| 4       | Clémence Mayindu | 143.19 | 3               | 49.68           | 4               | 93.51           |
| 5       | Maïa Mazzara     | 139.70 | 4               | 49.18           | 5               | 90.52           |
| Forfait | Lorine Schild    |        |                 |                 |                 |                 |

### Couples
| Rang | Nom                                | Points | Programme court | Programme court | Programme libre | Programme libre |
| ---- | ---------------------------------- | ------ | --------------- | --------------- | --------------- | --------------- |
| 1    | Camille Mendoza / Pavel Kovalev    | 178.75 | 1               | 65.93           | 1               | 112.82          |
| 2    | Aurélie Faula / Théo Belle         | 156.50 | 3               | 50.53           | 2               | 105.97          |
| 3    | Louise Ehrhard / Matthis Pellegris | 149.85 | 2               | 51.03           | 3               | 98.82           |

### Danse sur glace
| Rang | Nom                                   | Points | Danse rythmique | Danse rythmique | Danse libre | Danse libre |
| ---- | ------------------------------------- | ------ | --------------- | --------------- | ----------- | ----------- |
| 1    | Evgeniia Lopareva / Geoffrey Brissaud | 214.18 | 1               | 83.42           | 1           | 130.76      |
| 2    | Loicia Demougeot / Théo Le Mercier    | 186.12 | 2               | 73.95           | 2           | 112.17      |
| 3    | Natacha Lagouge / Arnaud Caffa        | 182.88 | 3               | 71.83           | 3           | 111.05      |
| 4    | Marie Dupayage / Thomas Nabais        | 163.77 | 4               | 65.61           | 4           | 98.16       |
| 5    | Eva Bernard / Amedeo Bonetto          | 135.42 | 5               | 52.89           | 5           | 82.53       |

### Patinage Synchronisé
| Rang | Nom         | Points | Programme court | Programme court | Programme libre | Programme libre |
| ---- | ----------- | ------ | --------------- | --------------- | --------------- | --------------- |
| 1    | Les Zoulous | 137.80 | 1               | 45.36           | 1               | 92.44           |

## Source
Résultats des championnats de France 2025 sur le site csndg.org